# Adam Dźwigała
Adam Dźwigała (* 25. September 1995 in Warschau) ist ein polnischer Fußballspieler, der zurzeit beim deutschen Erstligisten FC St. Pauli unter Vertrag steht.

## Karriere

### Verein

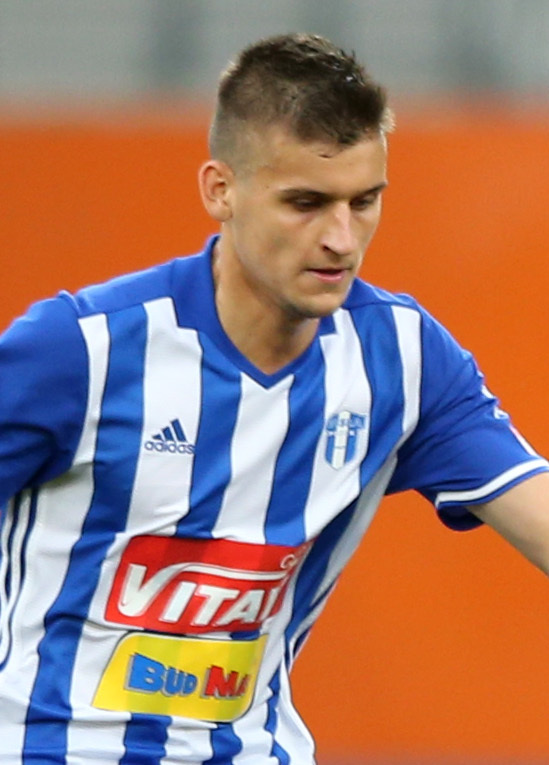
Adam Dźwigała (2017)

Dźwigała wurde bei KS Wesola in Warschau ausgebildet. Über die Zwischenstationen Mazur Karczew und ŁKS Łódź wechselte er 2012 zu Jagiellonia Białystok. Dort gab er am 29. September 2012 beim 1:1 gegen Pogoń Stettin am 6. Spieltag der Ekstraklasa sein Debüt im Profifußball. Sein erstes Tor erzielte er am 3. März 2013 beim 2:1-Sieg gegen Górnik Zabrze. Durch das Tor wurde er zum jüngsten Torschützen von Jagiellonia Białystok.
Zur Saison 2014/15 wechselte Dźwigała zu Lechia Gdańsk. Zur Saison 2015/16 wurde er an Górnik Zabrze ausgeliehen, wo er acht Ligaspiele absolvierte. Zur Saison 2016/17 zog es ihn per Leihe weiter zu Górnik Łęczna. Zur Saison 2017/18 wechselte er zu Wisła Płock. Im Juli 2019 wechselte er nach Portugal und unterzeichnete einen Vertrag beim portugiesischen Erstligisten CD Aves. Nachdem er dort in 16 Ligaspielen zum Einsatz gekommen war, verließ er den Verein im Sommer 2020.
Am 17. Dezember 2020 unterschrieb Dźwigała einen Vertrag beim FC St. Pauli und wechselte in die 2. Bundesliga. Sein erstes Spiel bestritt er am 3. Januar 2021 gegen Greuther Fürth. In der Saison 2023/24 wurde er mit St. Pauli Zweitligameister und stieg mit dem Verein in die Bundesliga auf.

### Nationalmannschaft
Dźwigała durchlief die Jugendmannschaften Polens und spielte für die polnische U18, U20 und U21-Mannschaft. Im August 2018 wurde er von Nationaltrainer Jerzy Brzęczek erstmals für den Kader der polnischen A-Nationalmannschaft nominiert, kam bei den Länderspielen gegen Italien und Irland jedoch nicht zum Einsatz.

## Erfolge
- Deutscher Zweitligameister und Aufstieg in die Bundesliga: 2024